# Brigade (album)
Brigade – dziesiąty album studyjny zespołu Heart wydany w 1990 roku. Płyta zdobyła dużą popularność na listach w wielu krajach zajmując 3. miejsce zarówno na amerykańskim Billboard Hot 100 jak i brytyjskim UK Albums Chart. Inauguracyjny singiel All I Wanna Do Is Make Love to You doszedł do drugiego miejsca w USA. Kolejne I Didn't Want to Need oraz Stranged zajęły odpowiednio 23 i 13. miejsce. Ostatni oficjalny singiel Secret dotarł jedynie do 64 miejsca. Dwa inne utwory z płyty Wild Child i Tall Dark Handsome Stranger weszły na notowanie Mainstream Rock Songs zajmując odpowiednio 3 i 24 pozycję.
Tak jak poprzedniemu longplayowi Bad Animals, również temu wydawnictwu towarzyszyło światowe tournee.

## Lista utworów
1. "Wild Child" - 4:27
2. "All I Wanna Do Is Make Love to You" - 5:05
3. "Secret" - 4:10
4. "Tall, Dark Handsome Stranger" - 4:00
5. "I Didn't Want to Need" - 4:05
6. "The Night" - 4:50
7. "Fallen from Grace" - 4:02
8. "Under the Sky" - 2:51
9. "Cruel Nights" - 3:58
10. "Stranded" - 3:55
11. "Call of the Wild" - 4:05
12. "I Want Your World to Turn" - 4:32
13. "I Love You" - 3:50

edycja japońska limitowana
1. "Cruel Tears" - 4:17
2. "Never Stop Loving You" - 3:57
3. "The Will to Love" - 4:22

## Lista sprzedaży
| Notowanie (1990)                         | Pozycja |
| ---------------------------------------- | ------- |
| European Albums (Music & Media)          | 10      |
| Finnish Albums (Suomen virallinen lista) | 2       |
| Japanese Albums (Oricon)                 | 6       |

### Notowania końcoworoczne
| Notowanie (1990)                   | Pozycja |
| ---------------------------------- | ------- |
| Canada Top Albums/CDs (RPM)        | 6       |
| European Albums (Music & Media)    | 44      |
| German Albums (Offizielle Top 100) | 74      |
| Swiss Albums (Schweizer Hitparade) | 38      |
| US Billboard 200                   | 26      |

## Wykonawcy

### Heart
- Ann Wilson - wokal prowadzący, wokal wspomagający
- Nancy Wilson - wokal prowadzący, wokal wspomagający, gitara elektryczna, gitara akustyczna, instrumenty klawiszowe, mandolina, harfa bluesowa
- Howard Leese - wokal wspomagający, gitara prowadząca, gitara rytmiczna, instrumenty klawiszowe, mandolina, autoharp
- Denny Carmassi - perkusja
- Mark Andes - wokal wspomagający, bas

### Technicy
- Richie Zito - produkcja
- Phil Kaffel - nagrywanie, miksowanie
- Mike Tacci - drugi inżynier
- Randy Wine - drugi inżynier
- Chad Munsey - drugi inżynier
- Ed Goodreau - drugi inżynier
- Bill Kennedy - drugi inżynier
- Nick Jerrard - drugi inżynier
- Katy Parks - koordynacja produkcji
- Randy Skirvin - technik gitarowy
- Zeke Clark - technik gitarowy
- Don Barlow - technik gitarowy
- Paul Jamieson - bębny

### Muzycy gościnni
- Kim Bullard – dodatkowe klawisze (utwory 1–3, 5, 7–10, 12)
- Sterling – dodatkowe klawisze (utwór 13)
- Richie Zito – dodatkowa gitara (utwór 10)

### Grafika
- Norman Moore - kierunek artystyczny, projekt
- Michael Miller - fotografia